# ورزش جنسی
ورزش جنسی یا سکسرسایز (به انگلیسی: Sexercise) نوعی تمرین بدنی است که به منظور آمادگی برای آمیزش جنسی انجام می‌شود و هدف آن تقویت، ساخت و استحکام عضلات است. ورزش‌های جنسی اغلب به عنوان بخشی از سبک زندگی رژیم جنسی انجام می‌شوند که به دنبال به حداکثر رساندن فواید بهداشتی فعالیت جنسی منظم است. مشخص شده‌است که ورزش‌های جنسی باعث بهبود و تسریع جریان خون اکسیژن دار می‌شود و به‌طور سریع و مداوم مقادیر بیشتری از آن را (خون اکسیژن‌دار) همراه با دیگر ترکیبات شیمیایی مفید به اندام‌های تناسلی می‌رساند، که برای باروری و در حین آمیزش جنسی مهم است.

## روتین
ورزش‌های جنسی از تمرین کیگل گرفته تا نرمش هوازی و روتین‌های دستگاه گردش خون را شامل می‌شود. انعطاف‌پذیری مفصل برای انجام انقباض به‌طور خاص برای موقعیت‌های اروتیک و شهوانی یا جنسی نیز ممکن است تمرین شود.
ورزش‌های جنسی می‌تواند شامل تعداد متنوعی از تمرینات باشد که هدف اصلی آن‌ها افزایش قدرت، استقامت و انعطاف‌پذیری برای بهبود عملکرد و لذت جنسی است. برخی از تمرینات رایج عبارتند از:
- تمرینات کیگل: تمریناتی که به تقویت عضلات کف لگن کمک می‌کنند و می‌توانند به کنترل بهتر و تحریک جنسی کمک کنند.
- ایروبیک و تمرینات قلبی-عروقی: برای افزایش استقامت و بهبود گردش خون، آماده‌سازی بدن برای فعالیت‌هایی که توان بالایی می‌طلبند.
- یوگا و پیلاتس: این تمرینات برای افزایش انعطاف‌پذیری و آگاهی از بدن مفید هستند که می‌توانند به بهبود وضعیت‌های جنسی و افزایش لذت جنسی منجر شوند.
- تمرینات قدرتی: برای ساختن و استحکام عضلاتی که مستقیماً در فعالیت‌های جنسی دخیل هستند.
- تمرینات انعطاف‌پذیری: مثل استرچ و تمرینات کششی که برای افزایش دامنه حرکتی و ایجاد موقعیت‌های جنسی جدید و راحت‌تر کاربرد دارند.

میزان و نوع تمرینات ممکن است بر اساس توانایی‌ها، سطح تناسب اندام، و اهداف فردی هر شخص متفاوت باشد.